# Йосиф (Боцян)

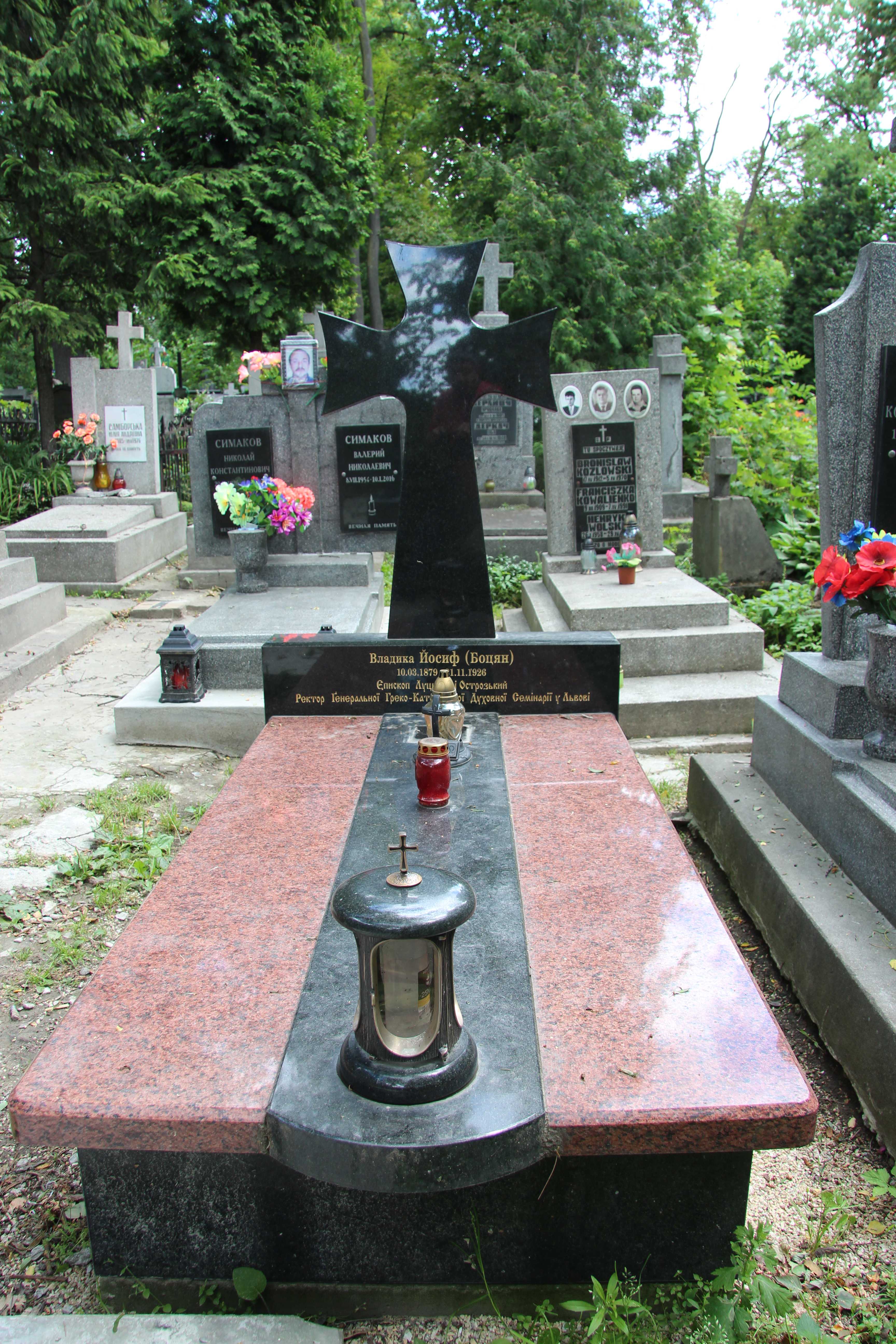
Місце поховання Йосифа (Боцяна)

Йóсиф Боця́н (10 березня 1879, Буськ — 21 листопада 1926, Львів) — єпископ Української греко-католицької церкви; з 10 вересня 1914 року — єпископ Луцький і Острозький.

## Життєпис

### Прізвище
У перекладі з польської мови (пол. Bocian) слово означає «бузьок (бузько)».

### Юнацькі роки
Йосиф Боцян народився у родині буського коваля. Здобувши початкову освіту в рідному місті, продовжив навчання у Золочівській гімназії, після закінчення якої вступив до Львівської духовної семінарії (1902—1905). Також навчався у Теологічній Колегії «Канізіянум» (Інсбрук, Австрія). У студентські роки через убоге життя захворів на туберкульоз легень, через що був змушений перервати на один рік навчання у семінарії та пройти курс лікування.

### Священичі та єпископські свячення
Після завершення навчання 21 серпня 1904 року його висвячено на священника та скеровано на парафію у Великому Любені. В 1909 році захистив докторську дисертацію з теології (богослів'я) в Інституті св. Августина, отримавши вчене звання доктора теології. З 1910 до 1914 року був ректором Львівської духовної семінарії.
У серпні 1914 року російський уряд заарештовує митрополита Андрея Шептицького та висилає до Росії. Разом з собою митрополиту дозволено взяти духівника — священника Йосифа Боцяна. 10 вересня 1914 року (в довіднику Catholic Hierarchy подається дата 22 вересня) в Києві в готелі «Континенталь» митрополит Андрей таємно висвячує Йосифа Боцяна на єпископа та призначає єпархом Луцьким (висвячення відбулось таємно, оскільки Луцька греко-католицька єпархія була давно ліквідована царським указом, тому це призначення було чисто номінальним, хоча воно було підтверджене Святим Престолом 24 лютого 1921). З Києва єпископ Йосиф повертається до Львова.

### Заслання на Сибір та останні роки життя у Львові
У Львові в тому ж 1914 році владику Йосифа заарештовують та вивозять на Сибір, звідки він повернувся у 1917 році. В 1916 році зумів відвідати перебуваючого на засланні в Курську митрополита Андрея Шептицького. Незважаючи на слабке здоров'я, яке ще більше було підірване сибірським засланням, єпископ Боцян веде активне громадське життя, дописує до релігійних часописів «Нива» та «Богословія», на шпальтах яких друкує матеріали з історії Церкви. Однією з головних тем його досліджень стала постать св. Йосафата Кунцевича.
У 1922 році владика Йосиф здійснив поїздку до Австрії, де зустрічався з українськими мігрантами. Тоді ж він відвідав Чехо-Словаччину та зустрівся з вояками Української галицької армії. В 1924 році його було призначено єпископом-помічником (суфраганом) Львівським при митрополитові Андреєві Шептицькому. 9 жовтня 1925 року владика Йосиф висвятив на священника о. Василя Величковського — майбутнього єпископа.
Помер Йосиф Боцян 21 листопада 1926 року в приміщенні Львівської духовної семінарії. Наступного дня, після обіду, тіло його було перенесене до Собору святого Юра. 23 листопада відбувся похорон, участь в якому взяв митрополит Андрей Шептицький. Похований єпископ Йосиф Боцян на полі № 7 Янівського цвинтаря у Львові.
В 1930-х незадовго до завершення будівництва в Буську церкви св. Миколая за порадою митрополита Шептицького у її підвалі було споруджено крипту для перезахоронення тлінних останків єпископа Боцяна. Однак Друга світова війна, а потім комуністичний режим перешкодили цьому перезахороненню.